# Приходько Володимир Іванович (актор)
Володи́мир Іва́нович Прихо́дько (24 жовтня 1933, Мерефа - 10 червня 2023, там же) — український та російський актор й кіноактор радянських часів.

## Життєпис
1951 року поступив до Харківської торговельно-кулінарної школи, після закінчення навчання влаштувався на завод, вчився у вечірній школі.
Почав серйозно займатися футболом, у 1950 та 1951 роках грав за юнацький склад «Будівельника» («Авангард», Мерефа), в тому часі у Харківській області команда була серед однолітків однією з найсильніших.
1953 року запрошений до дорослого складу мерефинського «Будівельника», отримує спортивний розряд.
1955 року запрошений в склад «Авангарду» («Металіст», Харків), при кінці сезону отримав травму, по якій не зміг надалі грати на рівні команди майстрів.
Потягом 1955—1958 років працював та лікувався в П'ятигорську.
Навесні 1958 повертається до Мерефи, отримує запрошення грати в друголіговій команді міста Шахти; через кілька місяців отримує повторну травму, котра остаточно ставить хрест на кар'єрі футболіста.
Акторська кар'єра почалася цілком випадково — проходячи поруч театру ім. Шевченка, побачив оголошення про набір в театральну студію і вирішив спробувати.
1961 року закінчив Харківську студію, спрямований до праці в Сімферопольський драматичний театр.
Звідти виїхав до Москви, підробляв в театрі ім. Станіславського, добивався участі в зйомках на Мосфільмі.
1962 року поступив на відділення музичної комедії Музичного училища ім. Гнесіних.
Того ж року запрошений режисером Самсоновим на роль матроса в «Оптимістичній трагедії».
Товаришував з акторами Тихоновим — допомагав йому з підвищенням оплати за зйомки, та Гурченко.

## Сучасність та дивна позиція близьких
1991 року з розпадом СРСР залишився незатребуваним, як і весь радянський кінематограф, повертається в Мерефу, до хворої мами, залишивши після розлучення квартиру в Москві колишній дружині та дочці — має троє дітей.
В пресі його дочка звинувачувала в спробі зґвалтування. На що Приходько відповів, що прощає їй цю неправду.

## Ролі
Його вважають визнаним майстром епізоду, знявся в понад 55 фільмах, зокрема:
- 1962 — «Оптимістична трагедія», матрос,
- 1963 — «Їм підкоряється небо» — льотчик-майор,
- 1964 — «Велика руда» — трубач,
- 1965 — «Операція „И“ та інші пригоди Шурика» — частина «Напарник» — відбуваючий п'ятнадцять діб,
- 1965 — «Будується міст» — робочий на товариському суді,
- 1965—1967 — «Війна і мир» — солдат-затягувач пісень,
- 1966 — «Хмир» (короткометражний фільм),
- 1971 — «Джентльмени удачі» — водій,
- 1971 — «Червоні маки Іссик-Куля» — прикордонник,
- 1973 — «Справи сердечні» — працівник автозаводу",
- 1973 — «Вічний поклик» — охоронець в тюрмі,
- 1974 — «Незнайомий спадкоємець» — Нестеренко,
- 1975 — «Брильянти для диктатури пролетаріату» — нальотник,
- 1975 — «Дерсу Узала» — російський солдат,
- 1975 — «Скарб» — буровик Борис Любимов,
- 1975 — «Про що не дізнаються трибуни» — вболівальник з Білогорська,
- 1976 — «Дванадцять стільців» — в третій серії у епізоді,
- 1976 — «Денний поїзд» — Сємєчкін,
- 1976 — «По вовчому сліду» — «антоновець»,
- 1976 — «Строгови» — старший наглядач,
- 1977 — «Борг» — в епізоді,
- 1977 — «І це все про нього» — бригадир лісорубів Притикін,
- 1977 — «І знову Аніскін» — учасник хору,
- 1977 — «Трактир на П'ятницькій» — Митрич, бандит-трактирник,
- 1977 — «Народжена революцією» — диверсант в серії «Фронт за лінією фронту».
- 1978 — «Вас очікує громадянка Никанорова» — Клюєв,

- 1978 — «Версія полковника Зоріна» — немолодий «вантажник»,
- 1978 — «Ліки проти страху» — завзятий доміношник Сарафанов,
- 1978 — «Терміновий виклик» — Трохим Денисович,
- 1979 — «Пригоди маленького батька» — помічник капітана,
- 1979 — «Сьогодні та завтра» — чоловік в парку,
- 1980 — «Вам і не снилося» — таксист,
- 1980 — «Якби я був начальником» — Привалов,
- 1980 — «Непрошений товариш» — капітан міліції",
- 1980 — «Приватна особа» — вчитель фізкультури Михайло Федорович Порожняк,
- 1981 — «Небезпечний вік» — людина з ордером по обміну з Сокольників,
- 1983 — «Біля небезпечної межі» — Хельмут, гестапівський кат,
- 1984 — «Перша кінна» — Опанасенко,
- 1984 — «Приходь вільним» — штабс-капітан,
- 1984 — «Челюскінці» — будівельник Дмитро Ілліч Березін,
- 1985 — «Повернення Будулая» — продавець помідорів,
- 1987 — «Дні та роки Миколи Батигіна» — городовий Михайлович в першій серії,
- 1988 — «Білі ворони» — в епізоді,
- 1988 — «Не забудь озирнутися» — в епізоді,
- 1989 — «Закон» — людина з вінком.